# Чекиаул
Чекиаул (сиб. 
Чүк) — деревня в Кыштовском районе Новосибирской области. Входит в состав Вараксинского сельсовета.

## География
Площадь деревни — 47 гектаров.

## Население
| 2002 | 2007 | 2010 |
| ---- | ---- | ---- |
| 114  | ↘83  | ↘48  |

## Инфраструктура
В деревне по данным на 2007 год функционируют 1 учреждение здравоохранения и 1 учреждение образования.